# Escut de Croàcia
L'escut de Croàcia, adoptat oficialment el 21 de desembre de 1990, presenta les armes tradicionals croates (l'escacat de gules i argent), conegudes en croat com a šahovnica, timbrades amb una corona formada per escudets amb les armes de les cinc regions històriques integrants de Croàcia. D'esquerra a dreta, són les següents: 
- D'atzur, una estrella de sis puntes d'or i un muntant d'argent posats en pal (l'escut antic de Croàcia).
- Faixat de cinc peces, d'atzur i de gules (per la República de Ragusa).
- D'atzur, tres caps de lleopard coronats d'or posats en pila (per Dalmàcia).
- D'atzur, una cabra d'or acornada i ungulada de gules (per Ístria).
- D'atzur, una faixa abaixada de gules i perfilada d'argent carregada d'una marta corrent de sable, acompanyada al cap d'una estrella de sis puntes d'or (per Eslavònia).

L'escut apareix al centre de la bandera estatal.

## Història
L'escacat o šahovnica ha estat el símbol dels reis croats si més no des del segle xi (l'exemple conegut més antic és del temps de Pere Cresimir el Gran), amb variacions sobre el nombre de peces, tot i que majoritàriament n'eren 25, com a l'escut utilitzat actualment (amb 13 peces de gules i 12 d'argent).
L'escut antic de Croàcia (d'atzur, amb l'estrella i el muntant) i les armes dàlmates i eslavones, juntament amb l'escacat, s'usaven indistintament per representar tot Croàcia, especialment als primers temps. Cap a la baixa edat mitjana es van anar especialitzant per distingir cadascun dels tres territoris reials: la Croàcia estricta, Dalmàcia i Eslavònia. La šahovnica s'usava com a escut de la Croàcia estricta i, juntament amb els dels altres dos territoris reials, sovint representava tot Croàcia dins d'Àustria-Hongria. Exemples d'aquest escut amb l'escacat croat, els caps de lleopard dàlmates i la marta eslavona es troben en el Regne de Croàcia, Eslavònia i Dalmàcia dins l'Imperi Habsburg (1848-1852) i en el Regne Tripartit de Dalmàcia, Croàcia i Eslavònia (1867-1918).
Cap al final del segle xix l'escacat era reconegut generalment com a símbol dels croats i de Croàcia, i el 1919 fou inclòs en l'escut del Regne dels Serbis, Croats i Eslovens (més endavant Regne de Iugoslàvia) en representació del poble croat. Quan, dins de Iugoslàvia, es va formar el banat o província de Croàcia (1939-1941), es va adoptar l'escacat com a emblema oficial.
El règim ústaixa que va governar Croàcia durant la Segona Guerra Mundial va afegir la seva inicial, la lletra U, a la šahovnica com a símbol nacional de l'Estat croat.
Després de la guerra, la nova República Socialista de Croàcia va esdevenir part de la República Federal Socialista de Iugoslàvia, que va incloure l'escacat croat dins el nou escut de tall comunista, amb l'estrella roja i els feixos de blat típics d'aquests emblemes.
En el període de transició entre el règim socialista i el nou període democràtic de la Croàcia independent, es va tornar a utilitzar la šahovnica sense cap més afegit fins a l'adopció de l'escut actual, el 21 de desembre de 1990, obra del dissenyador gràfic Miroslav Šutej, que afegia a l'escacat tradicional els senyals de les cinc regions històriques integrants de Croàcia.

Escut de Croàcia usat en un segell de 1527
Escut del Regne d'Hongria, amb les armes de Dalmàcia, Croàcia i Eslavònia, entre d'altres (1910)
Escut d'Àustria-Hongria, amb les armes croates dins l'escut d'Hongria (1915-1918)
Escut simplificat d'Àustria-Hongria a partir de 1915, amb l'escacat croat dins l'escut d'Hongria
Escut del Banat de Croàcia (1939)
Escut del Regne de Iugoslàvia (1918-1941)
Escut de l'Estat Independent de Croàcia (1941-1945)
Escut de la República Popular de Croàcia (1945-1963) i de la República Socialista de Croàcia (1963-1990)
Escut durant l'etapa de transició al nou règim democràtic (1990)